# Nyomár
Nyomár là một thị trấn thuộc hạt Borsod-Abaúj-Zemplén, Hungary. Thị trấn này có diện tích 10,46 km², dân số năm 2010 là 334 người, mật độ 32 người/km².